# 崇潔街

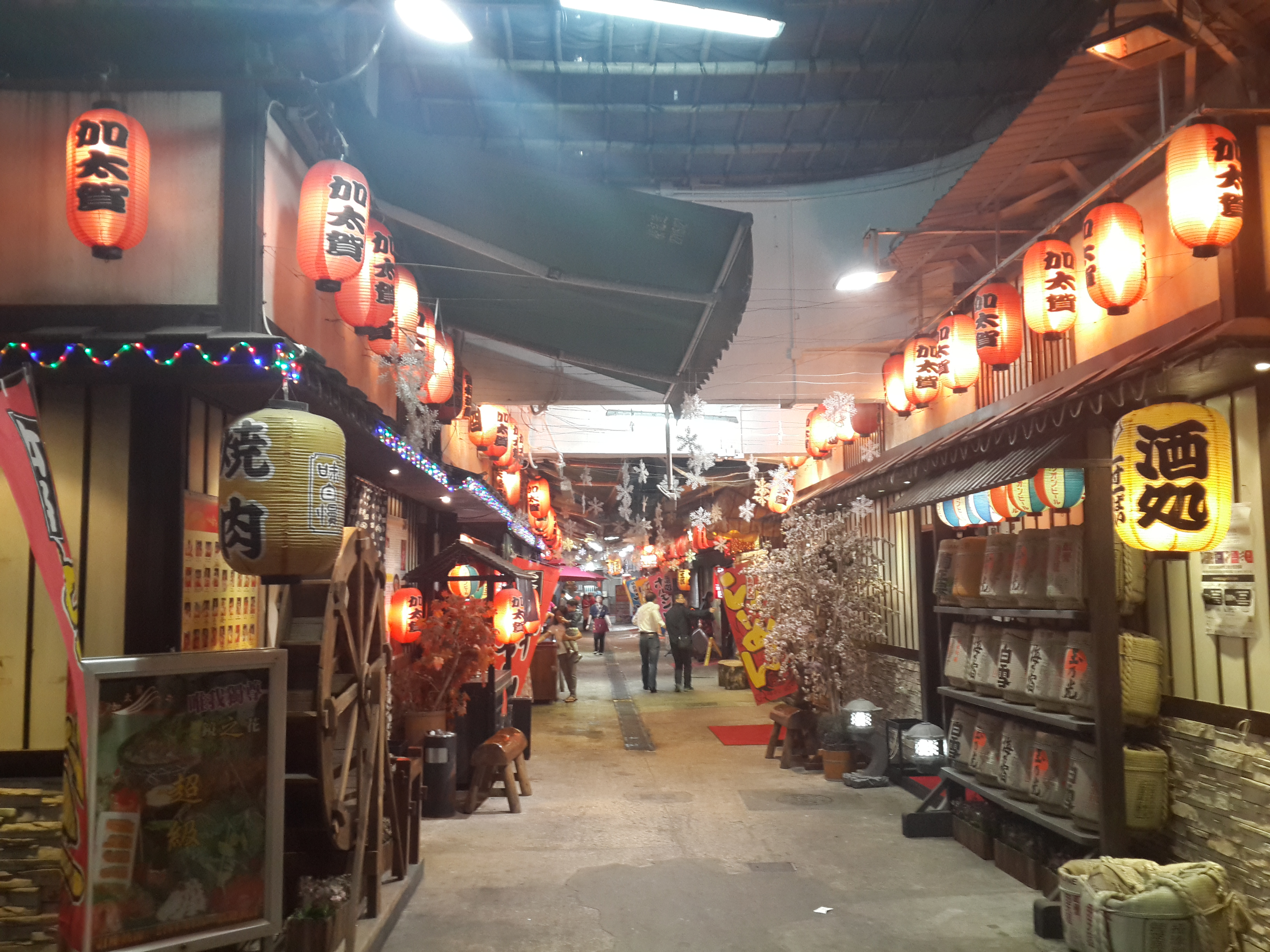
加太賀前後舖之間的崇潔街

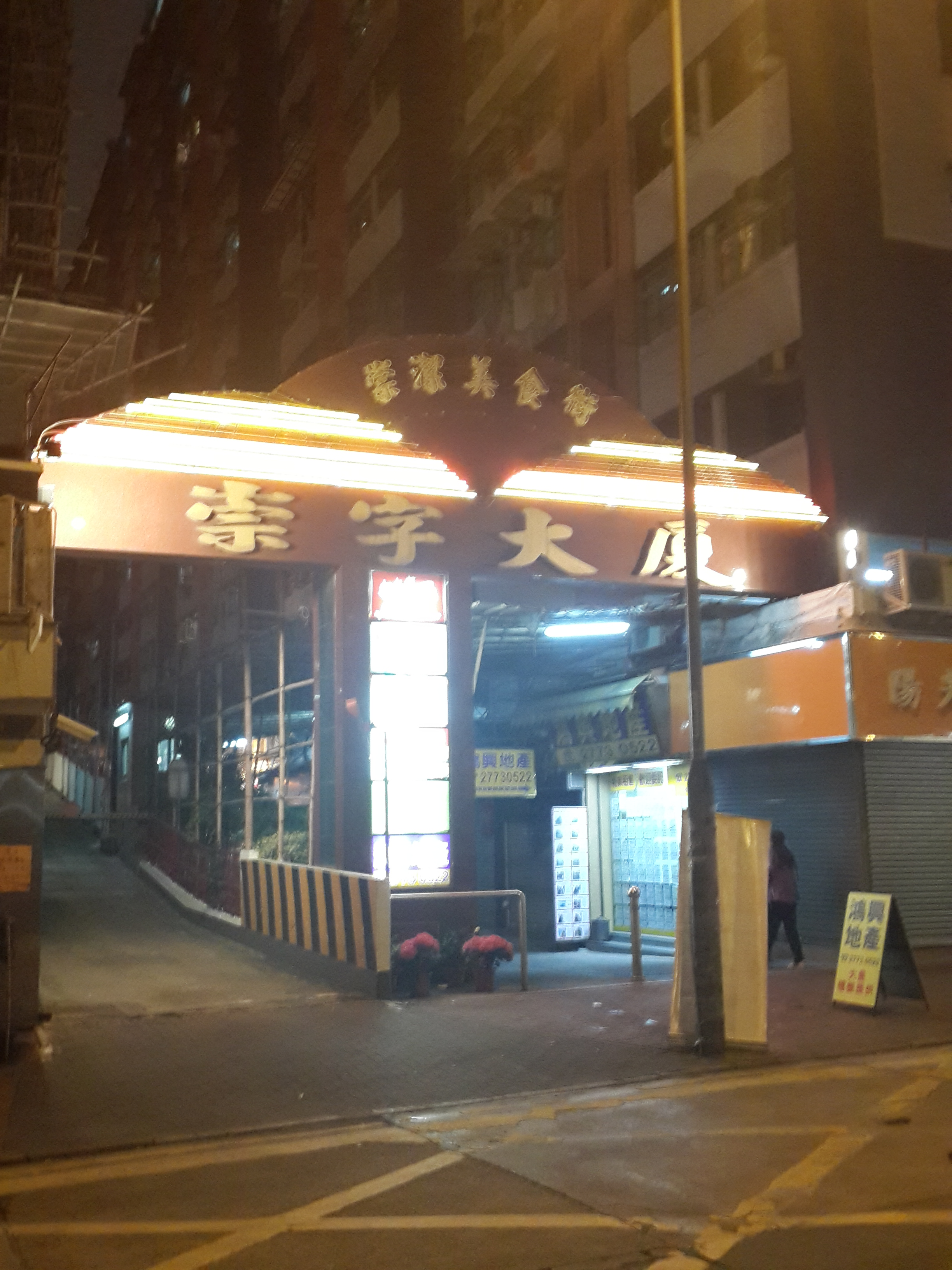
崇潔街入口夜景

崇潔街（英語：Sung Kit Street）是香港九龍一條街道，位於紅磡鶴園，現時為一條食肆林立的美食街，吸引不少遊客慕名而來，又被稱為崇潔美食街。
崇潔街是新鴻基地產和恒隆地產發展的「崇字大廈」中的一條內街。在1990年代之前，崇潔街本來只是一條寂寂無聞的掘頭路小巷。小巷南北走向，呈h形，北端連接庇利街，全長僅為約80米。但自從1990年代中期開始，一間名為加太賀的日式料理食肆於這條街道大力發展，繼而吸引多間食肆相繼在這處開業，至今已有超過30間，當中包括日本菜、茶餐廳、雞煲、麻辣粉、韓國菜、土耳其菜等。自加太賀在崇潔街後街擴張營業後，介乎崇信樓及崇廉樓之間的崇潔街（加太賀前、後舖之間）放置不少日式裝飾，吸引不少食客拍照。
| 門牌號碼 | 大廈名稱 |
| -------- | -------- |
| 10       | 崇仁樓   |
| 11       | 崇智樓   |
| 23       | 崇信樓   |
| 24       | 崇義樓   |
| 31       | 崇敬樓   |
| 36       | 崇禮樓   |
| 41       | 崇愛樓   |
| 81       | 崇儉樓   |
| 91       | 崇廉樓   |

## 交通
崇潔街不遠處的陽光廣場外設有巴士站，另外3條小巴路線也途經崇潔街外的庇利街。此外，步行數分鐘到馬頭圍道和漆咸道北的巴士站，有多線巴士途經。
紅色小巴（旺角—土瓜灣、青山道—土瓜灣、美孚—土瓜灣、荃灣—土瓜灣）
紅色小巴（觀塘—佐敦、油塘—佐敦、秀茂坪—佐敦、觀塘—銅鑼灣）

## 鄰近
- 九龍城政府合署
- 庇利街
- 啟岸
- 煥然懿居
- 紅磡廣場